# Pré-Universitários Populares
O Pré-Universitário Popular (PUP), ou Pré-Vestibular Popular (PVP), é um tipo de curso preparatório educacional de pessoas com baixo poder aquisitivo (educação popular) que irão fazer o exame do vestibular e ENEM organizado por entidade de caráter não-oficial com uma gestão não tradicional e infraestrutura simples, que fazem a preparação técnica para enfrentar as provas e também fazem a construção da cidadania dos alunos, da valorização da identidade social, “racial” e, étnica, do fortalecimento da solidariedade dos grupos socialmente excluídos (movimento sociai).
Um espaço de socialização política dos alunos, de “incorporação de novos valores”, de luta pela ampliação das oportunidades para os segmentos socialmente e historicamente excluídos entrarem na universidade, através de mobilizações e movimentos.
Em geral os PUPs e PVPs trabalham dentro da perspectiva da educação popular e atuam como movimentos sociais, em alguns casos podem estar vinculados a algum projeto de extensão universitária. As estruturas de atuação variam significativamente de uma organização para outra, segundo Costa & Gomes(2017):
É nesse sentido que o trabalho desenvolvido pelos cursos populares pode ser entendido como de um “duplo movimento”, no qual a “preparação para as provas do vestibular acontece junto com discussões críticas sobre a realidade social e, até mesmo, sobre o próprio processo seletivo do vestibular”.
Outra característica desses movimentos é o compromisso explícito com a criação de um outro mundo. Dados de 2001, contabilizam mais de 800 núcleos em todo o país. Trabalhos de 2005 apontam mais de 2000 núcleos de experiências de pré-universitários populares, com cerca de 100 mil estudantes atendidos.

## Histórico
As primeiras experiências dos núcleos de pré-vestibulares populares surgem no Brasil na segunda metade dos anos 80, consolidam-se na década de 90 do século XX e têm como principal objetivo a democratização do ensino. A educação popular no Brasil e na América Latina tem sua trajetória marcada pela ênfase nas práticas educativas que se desenvolvem fora da escola. A partir do ano 2000 começam uma série de encontros de PUPs e PVPs bucando uma aproximação e troca de saberes acumulados em cada vivência. No Brasil já há algumas “redes” com centenas destes cursos. No Rio de Janeiro, a Pastoral Negra tem cerca de 3 mil alunos nos cursos organizados nas paróquias. O Fórum dos Cursos de São Paulo, com mais de 15 membros e um movimento social, o “Movimento dos Sem Universidade” aprovou isenção de taxas para 10% dos candidatos ao vestibular da FUVEST a partir de 2001 e conseguiu a aprovação da criação da Universidade da Cidade de São Paulo na Câmara de Vereadores da capital paulista em 2001. Na região metropolitana de Salvador, há em torno de 17 cursos populares, a maioria gravitando em torno do movimento negro da cidade. Os cursos de Salvador ligados ao movimento negro já constituíram um Fórum de discussões pedagógicas sobre material didático voltado aos afro-descendentes.

### Pré Vestibular para negros e carentes
É um PVP que atua na região do Rio de Janeiro. A estrutura do PVNC consiste em Núcleos, Conselho, Secretaria Geral e Assembleia, sendo os núcleos formados por alunos, professores e coordenadores. Para se integrar ao projeto não é necessário ser ex-aluno. O colaborador apenas deve atender às exigências ideológicas do movimento. Como pré-requisito para a entrada no curso, os alunos devem ser da raça negra e/ou ser desfavorecido economicamente, confirmando assim, a impossibilidade de se beneficiar de um pré-vestibular tradicional. De maneira geral, os candidatos preenchem uma ficha de inscrição e passam por uma entrevista com um membro do movimento.

#### Objetivos e metodologias
Segundo a carta de princípios de (1999) que trata de questões pedagógicas, políticas e de organização interna do PVNC, pode-se citar a seguinte metodologia de funcionamento:
- Enfoque na camada da população menos favorecida economicamente, tendo como vertente a questão racial;
- Afirmação da posição apartidária do coletivo dos núcleos;
- Estabelecimento de norma de não aceitação de auxílio financeiro externo de instituições privadas, de nenhum grupo (ONGs, associações, partidos, sindicatos) e de pessoa física;
- Estabelecimento de contribuição mensal do alunado em no mínimo 5% e no máximo 10% do valor do salário mínimo, ao mesmo tempo em que o núcleo se responsabiliza pelo repasse de 10% da arrecadação total das mensalidades para a Tesouraria Geral, que é responsável pelo ressarcimento dos gastos do coletivo do PVNC.[8]

#### Histórico
No final da década de 1990 são criados os pré-vestibulares comunitários por grupos ligados a igreja católica e a setores da sociedade civil. Observam-se também iniciativas relacionadas à inclusão de negros e pobres no campo da educação, da saúde e do mercado de trabalho proliferam na esfera pública.
O núcleo de Petrópolis, que conta com o apoio do CBPF foi fundado em 13 de agosto de 1994, em agosto de 2018 comemorou 24 anos de atuação. Iniciou suas atuações com 3 professores e 16 estudantes.
| Municípios         | 1993 | 1994 | 1995 | 1996 | 1997 | 1998 | 1999 | 2000 | 2001 | 2002 |
| ------------------ | ---- | ---- | ---- | ---- | ---- | ---- | ---- | ---- | ---- | ---- |
| Rio de Janeiro     | x    | 05   | 07   | 09   | 14   | 21   | 26   | 24   | 10   | 10   |
| Niterói            | x    | x    | x    | x    | 01   | 01   | 01   | 01   | 01   | 01   |
| Queimados          | x    | x    | x    | x    | 01   | 01   | 01   | 01   | x    | x    |
| Petrópolis         | x    | 01   | x    | 01   | 01   | 01   | 01   | 01   | 01   | 01   |
| Belford Roxo       | x    | x    | 02   | 02   | 02   | 02   | 03   | 03   | 01   | 01   |
| Nilópolis          | x    | 01   | 01   | 01   | 03   | 03   | 03   | 02   | 01   | 01   |
| Nova Iguaçu        | x    | x    | 01   | 02   | 06   | 07   | 08   | 07   | 03   | 03   |
| Duque de Caxias    | x    | 03   | 05   | 07   | 10   | 11   | 16   | 15   | 07   | 06   |
| São João do Meriti | 01   | 05   | 08   | 10   | 13   | 14   | 16   | 16   | 06   | 06   |
| Magé               | x    | x    | x    | x    | x    | x    | 01   | 01   | 01   | 01   |
| Mesquita           | x    | x    | x    | x    | x    | 01   | 01   | 01   | 01   | x    |
| Total              | 1    | 15   | 24   | 32   | 51   | 62   | 77   | 72   | 32   | 30   |

### Projeto de Educação Comunitária Integrar
O Projeto de Educação Comunitária Integrar é um movimento social catarinense de professores voluntários que atuam por meio da educação popular ao atendimento de estudantes trabalhadores. O projeto atua com discussão nas chamadas políticas de Ações Afirmativas, sobretudo através das políticas de cotas, a fim de inserir trabalhadores estudantes da rede pública nas universidades públicas (em particular a UFSC, a UDESC e o IFSC). No ano de 2014 o Integrar foi considerado como associação de utilidade pública pelo município de Florianopolis. Desde a sua fundação em 2011 até o ano de 2015 contabilizaram-se mais de 150 trabalhadores estudantes nas universidades públicas catarinenses, nos mais diversos cursos universitários, de Humanidades, Ciências Biológicas e Exatas.

#### História
O Projeto Integrar nasceu em agosto de 2011 em Florianópolis, fundado por 24 professores de pré-vestibulares, a maioria vindo de outro projeto semelhante, iniciado na UDESC com atividade entre 2005 e 2009. Dessa forma, os professores que já possuíam um envolvimento prévio com educação comunitária organizaram o projeto, e desde então outros educadores se uniram ao grupo no âmbito de fortalecer as bases da educação popular no estado.
A partir daí, o projeto passou a utilizar quatro salas da Escola Henrique Stodieck, em 2012 foram três da Escola Lauro Müller e no ano seguinte apenas duas salas no Centro de Educação Continuada da prefeitura municipal de Florianópolis. No ano de 2017 o Projeto de Educação Comunitária junto a sua organização interna que trata de questões de permanência, a GESTUS, colaborou com a organização de um projeto de extensão universitária, promovido pela UFSC, na realização do V Encontro dos Pré-Universitários Populares. No segundo semestre do mesmo ano, uma articulação entre o Projeto Integrar, a equipe pedagógica da Escola Jurema Cavalazzi e a Rede Comunitária do Bairro José Mendes criou o Projeto de Pré-Universitário Integrar no Jurema Cavallazzi, para atender os estudantes exclusivos dos Territórios do Maciço do Morro da Cruz, região central da cidade. Assim foi possível a composição de uma turma com 17 estudantes, predominantemente feminina (80%), e predominantemente negra (70%). No ano de 2019 foram abertas 210 vagas para novos estudantes participarem de aulas preparatórias para vestibulares e exames como o ENEM.

#### Objetivos e metodologias
Trabalhar a formação crítica para que os estudantes possam atuar com maior intervenção social, e serem mais atuantes nos seus lugares de vivências. O projeto oferta diferentes atividades e práticas integradoras, como saídas de campo, aulas temáticas, encontros de socialização e atendimento psicológico gratuito. As articulações tem como objetivo aumentar a permanência dos estudantes, incentivando os estudos e à intervenção social em seus territórios (moradia, trabalho, lazer). Esses objetivos são sistematizados a partir de 4 eixos práticos:
- 1° eixo – Acesso à Universidade, proporcionar curso pré-vestibular gratuito extensivo de 8 meses e semiextensivo de 4 meses, voltados aos sujeitos de escola pública, negros e indígenas, em situação de vulnerabilidade social, que tenham o acesso através das políticas de ações afirmativas (cotas), nas universidades públicas de Santa Catarina;
- 2° eixo – Permanência na Universidade através da GESTUS (Gestão Estudantil Universitária Integrar), que proporciona o apoio aos trabalhadores estudantes durante seu percurso formativo na graduação, visando a permanência destes, evitando o baixo rendimento acadêmico e diminuindo a evasão;
- 3º eixo – Formação Docente, oportunizar a experiência da prática docente para o público da EJA, a fim de formar educadores em início de carreira, sensibilizados com a causa da educação dos trabalhadores.
- 4º eixo – Prática de Intervenção Social, através dos estudantes universitários e professores do Projeto Integrar, ligar os saberes acadêmicos com as necessidades e realidades sociais dos territórios dos nossos estudantes, transformando as realidades. Estamos desenvolvendo projeto de Horta Urbana no território da José Botieux, no Maciço do Morro da Cruz, ligando os saberes da estudante de agronomia e sociologia com o território da estudante de ciências sociais.[nota 5]

#### "GESTUS"
Alguns estudantes estão organizados na Gestão Estudantil Universitária Integrar (GESTUS). A GESTUS é uma organização interna de estudantes aprovados e docentes do Projeto Integrar que buscam soluções para o problema da permanência estudantil nas universidades.
O grupo foi formado em 2012, um coletivo interno do projeto Integrar que visa contribuir com questões de permanência estudantil, isto é, a gestão estudantil é formada por docentes de graduação e em processos de graduação, mestrandos e doutora, e por estudantes do Projeto Integrar, ligados às atividades de pré-vestibular com fins de alcançar trabalhadores estudantes em situação de vulnerabilidade social, possibilitando o ingresso nas universidades catarinenses (Universidade Federal de Santa Catarina, Universidade Estadual de Santa Catarina e Instituto Federal de Santa Catarina). Este Projeto está ligado às Políticas de Ações Afirmativas: por meio das cotas, estudantes de escolas públicas, baixa renda, negros, negras e indígenas passam a ter a oportunidade de entrar em uma universidade pública porém sua atuação não se limita ao acesso à universidade, a necessidade de uma organização que contribuísse com a permanência desses trabalhadores estudantes pois em sua maioria são trabalhadores, o que inviabiliza cursos de período integral, fazendo com que o estudante tenha que abandonar o trabalho para se dedicar aos estudos ou deixe de estudar para continuar trabalhando – o que gera um processo de exclusão.

### Fórum de Cursinhos Populares da Região de Ribeirão Preto (FCPRPR)
É uma articulação em rede que visa tornar o acesso ao ensino superior um direito de todos, discutindo as suas diferenças, identidades e possibilidades, trata-se do acúmulo das experiências que buscam a democratização do acesso à universidade, produzidas na região de Ribeirão Preto. O FCPRPR tem contribuído para que distintas vivências passem a ser compartilhadas por um coletivo cada vez maior e diversificado na cidade de Ribeirão Preto e região. Formado em 2004, o Fórum de Cursinhos Populares da Região de Ribeirão Preto teve como sede as cidades de Ribeirão Preto (2004, 2005, 2006 e 2009), Passos – MG (2008) – e Franca (2007 e 2010). O caráter itinerante do Fórum é visa contribuir para o fortalecimento dos cursinhos da cidade e região na qual ele está sediado.

### Pré-Universitário Alternativa
O Alternativa é um programa de extensão, oriundo do projeto de extensão criado em 2000 por iniciativa de estudantes da Universidade Federal de Santa Maria e implementado, inicialmente, como preparatório para o concurso vestibular, partindo da perspectiva da Educação Popular. No período compreendido entre 2000 a 2006 o curso Pré-Vestibular Popular Alternativa era oferecido em espaços cedidos por escolas da rede estadual de Santa Maria. A partir do ano de 2006, com a liberação de espaços pelo Centro de Ciências Sociais (CCSH), o curso passou a oferecer 150 vagas, divididas em quatro turmas, no Prédio de Apoio Didático e Comunitário da UFSM, localizado na região central do município. As aulas ficam a cargo de educadores voluntários, dos quais grande parte é estudante de graduação ou pós-graduação da UFSM e de outras instituições de ensino superior da cidade, além da presença de profissionais voluntários. O grupo de educadores é dividido em equipes, por disciplina, com total autonomia didático-pedagógica no encaminhamento das aulas, abordando as temáticas e conteúdos referentes ao Exame Nacional do Ensino Médio (Enem). Cada equipe possui um coordenador, responsável por coordenar a elaboração de materiais didáticos e simulados, além de orientar a realização de outras atividades, como monitorias, oficinas e projetos paralelos

## Encontros de pré-universitários populares
São uma série de encontros que começam a ocorrer a partir do ano 2000, sendo o último encontro o de 2017. A maioria deles acontece em parceria com uma universidade e algum PUP responsável pela organização e articulação.

### Objetivos
A troca de experiências e o diálogo direto entre grupos de cursos PVP/PUP além de proporcionar oportunidades de integração entre projetos populares, ações de extensão e cursos Pré-Vestibulares Populares (PVP) e Pré-Universitários Populares (PUP), de todo o Brasil. Reflexões sobre: (a) a práxis e a formação continuada de educadoras e educadores, (b) o papel da extensão e da universidade no âmbito social, (c) a situação da educação no país, etc.

### I e II Encontros de Pré-Universitários Populares
O I encontro ocorreu em Florianópolis, sob a denominação de I Encontro Nacional de Cursinhos
Populares. Segundo Alexandre de Castro(2011):
O I Encontro Nacional de Cursinhos Populares foi fundamental também, por aquele cenário oferecer a existência de projetos e experiências diferenciadas no universo das ações de pré-vestibular não comercial.
Segundo Alexandre do Nascimento (2002),
o primeiro encontro de pré-vestibulares populares, que se realizou em maio de 2000, em Florianópolis, Santa Catarina, e reuniu coordenadores, educadores e educandos de cursos dos estados do Sul e Sudeste. A principal deliberação desse encontro foi a realização de outro encontro de maior amplitude, que foi concretizado na cidade de Rio de Janeiro (2002) e cujo principal objetivo foi a constituição de uma rede nacional de pré-vestibulares populares.

### III Encontro de Pré-Universitários Populares
O III encontro de PUPs foi o primeiro a receber a designação de Encontro de Pré-Universitários Populares e teve como cidade sede Rio Grande no Rio Grande do Sul, no ano de 2015.

### IV Encontro de Pré-Universitários Populares
o IV Encontro de PréUniversitários Populares, realizado em setembro de 2016, em Santa Maria, no Rio Grande do Sul, contou com a parceria da Universidade Federal de Santa Maria e Pré-Universitário Alternativa.
Eixos temáticos:
- Pesquisas em cursos Pré-Universitários Populares.
- Atividades em cursos Pré-Universitários Populares: relatos de experiências.
- (Re)leituras de Paulo Freire.
- Discussões teóricas e práticas sobre Educação Popular.
- Ações extensionistas com as classes populares.
- Educação de Jovens e Adultos (EJA).[26]

O PUP Alternativa guarda uma base de dados com produções acadêmicas e artigos referente ao IV Encontro, bem como outras publicações referente aos PUPs/PVPs.

### V Encontro de PréUniversitários Populares
Ocorrido em novembro de 2017, no Centro de Filosofia e Humanidades (CFH), na Universidade Federal de Santa Catarina. Foi organizado na forma de um evento de Extensão Universitária, registrado pelo professor Eduardo Bonaldi (UFSC-CDS), organizado pelo Projeto de Educação Comunitária Integrar e Gestão Estudantil Universitária Integrar (GESTUS) 
A programação contou com discussões, debates, rodas de conversa, relatos de experiências e apresentações culturais.
Eixos Temáticos:
- Experiências pedagógicas e de gestão em Pré-Universitários Populares;
- Resistência para permanência: as trajetórias dos estudantes e as políticas institucionais;
- Classe, raça e gênero na Educação Popular;
- Educação comunitária e ocupação de territórios;
- Especificidades dos processos de ensino e aprendizagem no contexto dos Pré-Universitários Populares;
- Formação docente e perspectivas teóricas em torno da Educação Popular.[32]